# Wieluń Dąbrowa Wąskotorowy
Wieluń Dąbrowa Wąskotorowy – nieczynna wąskotorowa stacja kolejowa w Wieluniu, w województwie łódzkim, w Polsce.